# Iżewsk
Iżewsk (ros. Ижевск, udmurcki Ижкap) – miasto w europejskiej części Federacji Rosyjskiej, stolica Udmurcji, położone nad rzeką Iż, dopływem Kamy. W latach 1984–1987 nosiło nazwę Ustinow (ros. Устинов). Liczba ludności w 2020: 648,1 tys. Znaczny ośrodek przemysłowy: przemysł zbrojeniowy (prod. m.in. automatów Kałasznikowa i pocisków rakietowych), produkcja środków transportu, maszyn (zakłady Iżmasz, IżAwto, Bajkał), hutnictwo żelaza, przemysł lekki, ważny węzeł kolejowy, lotnisko.

## Historia

### Przed założeniem miasta
Na terytorium współczesnego Iżewska już w dawnych czasach istniało kilka udmurckich oraz rosyjskich osad. Najstarsza z nich odkryta została u ujścia rzeki Podborienka. W 1957 archeologowie odnaleźli tu groby pochodzące z IV–V wieku. Nieco później w miejscu tym powstała udmurcka wieś Jaguł. Po powstaniu Iżewskiej Huty Metali, wieś ta została przekazana w jej zarząd (mieszkańców Jagułu przesiedlono wówczas do wsi Pazieli, obecnie jednego z osiedli Iżewska). W pobliżu sanatorium „Metalurg” zachowały się pozostałości grodzisk karłuckich. W połowie I tysiąclecia istniały w tym miejscu dwa miasteczka. Na prawym brzegu rzeki Iż istniała niegdyś rosyjska kolonia Kliuczi (w pierwszych latach władzy radzieckiej przemianowana na osadę Kliuczewskije). Na prawym brzegu rzeki Karłutka znajdowała się rosyjska wieś o tej samej nazwie (w 1921 już pod nazwą Zielionaja Roszcza weszła ona w obręb granic miasta).

### Imperium Rosyjskie
W 1760 hrabia Piotr Szuwałow będący możnym na ziemiach kazańskiego murziego Tiewkieliewa rozpoczyna budowę Iżewskiej Huty Metali. Przy fabryce powstaje osada o nazwie Iżewskij Zawod. Najkorzystniejsze miejsce dla budowy fabrycznej tamy wybrane zostało przez inżyniera Oleksija Moskwina, który kierował również budową samych zakładów. Zakończenie budowy tamy, w wyniku której powstał Staw Iżewski (Ижевский пруд), przypada na 1763 r. W tym też roku zakłady produkować zaczęły stal. W obliczu konieczności uregulowania długów rodzinnych, po śmierci Szuwałowa fabryka stała się własnością skarbu państwa. Odpowiedni ukaz podpisała 15 listopada 1763 Katarzyna II.

A.F. Dieriabin

W 1774 Jemieljan Pugaczow zdobył osadę i wymordował całą administrację zakładów (42 osoby), fabryka została złupiona i częściowo spalona. 20 lutego 1807 car Aleksander I wydał ukaz dotyczący zbudowania nowej fabryki zbrojeniowej na Uralu. Pod kierownictwem A.F. Dieriabina 10 czerwca 1807 na miejscu starej huty żelaza została założona nowa fabryka zbrojeniowa Iżewskij Orużejnyj Zawod, późniejszy Iżmasz. W 1808 Dieriabin stworzył pierwszy plan zabudowy dla tego miejsca. Budowa fabryki przedłużała się, co nie przeszkadzało wypuszczać jej pierwszych partii produkcji (w 1811 fabrykę opuściło 2 tys. karabinów, w 1814 – już 10 tys. karabinów oraz 2,5 tys. bagnetów). Budowa głównej części fabryki zakończona została w 1815, a cały projekt został zrealizowany w 1830. W dniach 4-5 października 1824 na inspekcję nowej fabryki przybył sam car. W 1825 wybudowano arsenał (architekt S.J. Dudin), w którym przechowywano państwowe zapasy broni. 4 maja 1837 w fabryce przebywał wraz ze swym nauczycielem W.A. Żukowskim carewicz Aleksander, starszy syn Mikołaja I. 3 września 1845 fabrykę odwiedził książę Leuchtenbergu Maksymilian. Jesienią 1852 na placu przed fabryką stanął pomnik głównego jej administratora- czwartego syna Pawła I, wielkiego księcia Michała Pawłowicza (tak zwany Słup Michajłowski). W 1867 zniesienie pańszczyzny wymusza dostosowanie administrowania fabryką do nowych kapitalistycznych porządków.
W latach 60. XIX wieku fabryczni majstrowie wykorzystując zgromadzony przez siebie kapitał, zaczęli tworzyć własne prywatne fabryki uzbrojenia. W ten sposób na terytorium dzisiejszego Iżewska zaczęły pojawiać się drobne przedsiębiorstwa zbrojeniowe. Jednym z nich była powstała w 1867 fabryka karabinów myśliwskich należąca do I.F. Pietrowa. W ślad za nią swą fabrykę zbrojeniową stworzył O.N. Jewdokimow. W 1870 własną fabrykę otworzył N.I. Berezin, którego własnością była również fabryka żeliwa (obecnie tereny fabryki „Reduktor”). W 1914 takich niewielkich fabryk było już 14. Wzrostowi potencjału ekonomicznego towarzyszyło zwiększenie liczby ludności oraz powiększanie się granic miasta.

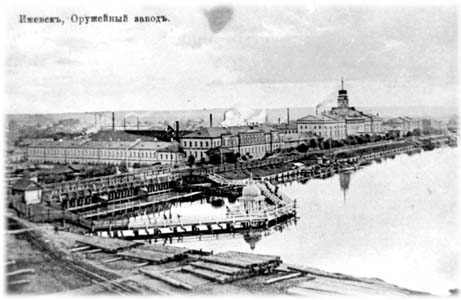
Fabryka zbrojeniowa Iżmasz w Iżewsku w 1916 roku

9 października 1865 fabryka Iżmasz została przekazana w dzierżawę „Towarzystwu Przemysłowców”, po 5 latach w dzierżawie wzięli udział L.E. Nobel oraz P.O. Bilderling. 1 lipca 1884 fabryką ponownie zaczął administrować skarb państwa. W 1873 w fabryce rozpoczęto odlewać stal, w ciągu następnego roku zaczęła działać maszyna parowa L.F. Sabakina. W 1881 rozpoczęto nową działalność – obróbkę metalu. Od tego czasu fabryka odlewu stali stała się odrębnym przedsiębiorstwem. Dostarczało ono stal i półfabrykaty wielu fabrykom w całym kraju. 19 września 1885 fabryka zbrojeniowa rozpoczęła masową produkcję broni myśliwskiej, a w 1891 – masowy wyrób trzyliniowego karabinu S.I. Mosina (tylko tu produkowano wszystkie jego modele). Z początkiem XX w. w Iżewsku zaczyna się wzrost nastrojów rewolucyjnych. Decydowała o tym liczna warstwa robotnicza, gdyż w fabryce zatrudnionych było prawie 9,5 tys. osób. Idee marksizmu propagowane były w Kraju Udmurckim przez takich działaczy jak F.E. Dzierżyński, M.J. Bauman czy W.W. Worowski. 22 października 1905 na terenie fabryki zbrojeniowej odbywa się pierwsza demonstracja polityczna pod czerwonymi sztandarami.

### Okres radziecki

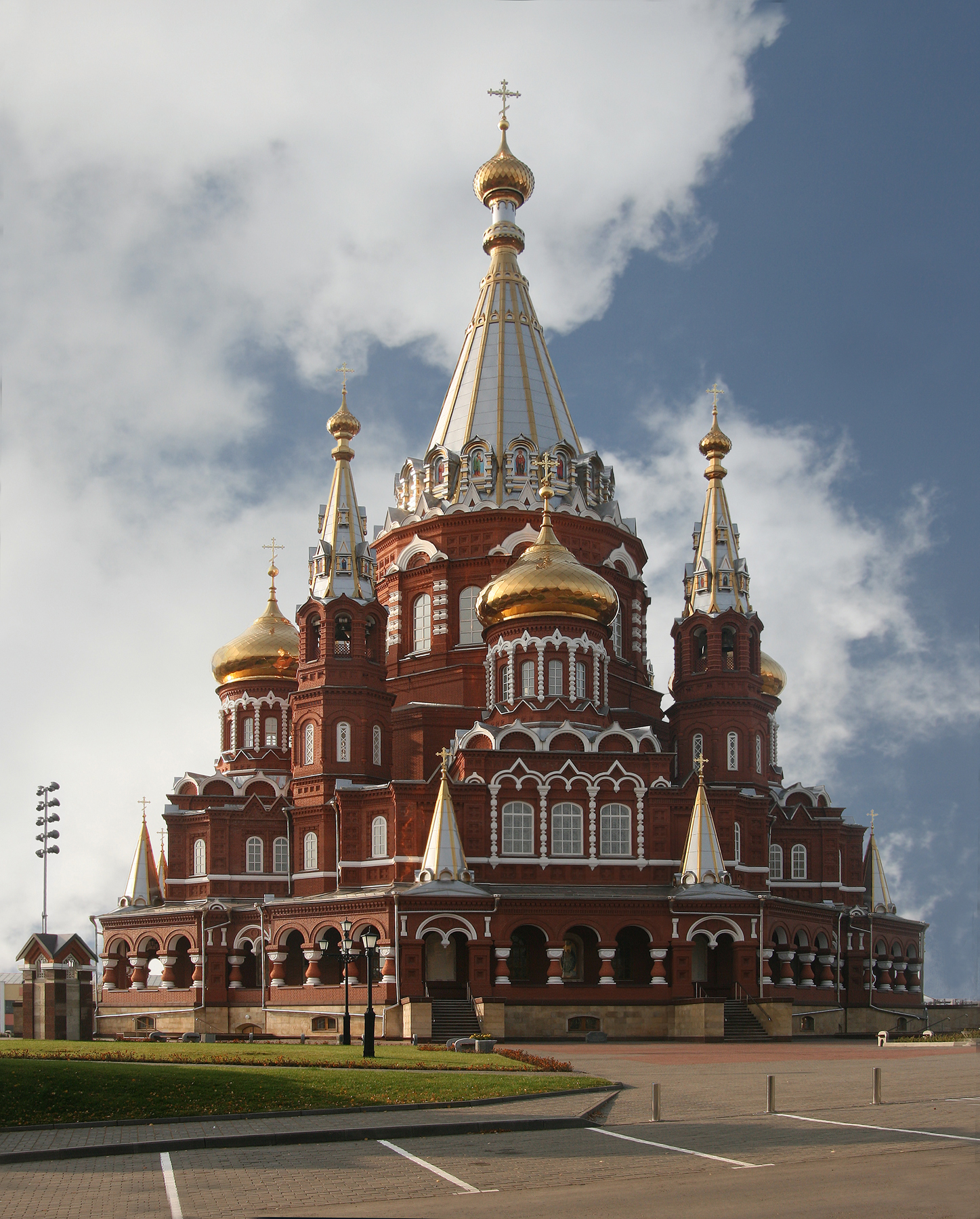
Prawosławna katedra pw. świętego Michała, zburzona przez Sowietów w 1937, odbudowana w 2007.

5 września 1917 aktyw fabryczny zdecydował o przekształceniu zebrań starostów cechowych w Radę Deputatów Robotniczych, Chłopskich i Żołnierskich, ogłaszając ją „organem o charakterze ustawodawczym”. 6 września zebrał się rdzeń przyszłej Rady składający się z 30 robotników, 4 przedstawicieli oddziałów wojskowych oraz 7 osób reprezentujących mieszkańców miasteczka. 7 września starości cechowi ostatecznie złożyli swe pełnomocnictwa, wybrano 160 deputatów, tworząc tym samym skuteczną Radę. 9 września odbyło się pierwsze posiedzenie składającego się z 15 osób Komitetu Wykonawczego. 17 września wyszedł drukiem pierwszy numer „Wiadomości Rady Iżewskiej”. We wrześniu wielopartyjną początkowo Radę zaczęli kontrolować wyłącznie bolszewicy. 27 października 1917 w Iżewsku ogłoszono władzę radziecką, w listopadzie przygotowano pierwszy „Statut Rady Iżewskiej”. 21 lutego osada Iżewskij Zawod została ogłoszona miastem Iżewskiem.
28 maja 1918 rozpoczęło się powstanie przeciwko bolszewikom. 21 lipca wszyscy prominenci Rady zostali aresztowani. 8 sierpnia powstanie antybolszewickie nabiera masowego charakteru, przechodząc do historii jako Powstanie iżewsko-wotkińskie. Sformowana zostaje Iżewska Dywizja Armii Ludowej. 7 listopada Armia Czerwona odbiła miasto z rąk powstańców. 9 kwietnia 1919 w związku ze zbliżaniem się armii Kołczaka, rozpoczęła się masowa ewakuacja pracowników administracji i robotników, jak również wywóz głównych urządzeń fabrycznych. 13 kwietnia białogwardziści weszli na teren miasta. 8 czerwca kilka dywizji Armii Czerwonej przeprowadziło ostateczny szturm na miasto, kontrolę nad którym ponownie przejęła władza radziecka.
10 czerwca 1921 z miasta Głazow do Iżewska została przeniesiona stolica Wockiego Obwodu Autonomicznego. 28 grudnia 1934 nadano mu status stolicy Udmurckiej ASRR. W 1928 w zakładach Iżmasz rozpoczęto produkcję motocykli IŻ. 18 listopada 1935 roku w mieście uruchomiono pierwszą linię tramwajową. 14 września 1937 roku odbyły się uroczystości przyjęcia Konstytucji Udmurckiej ASRR, która umocowała w ustawodawstwie status miasta jako stolicy.
Latem 1941 w Iżewsku została sformowana 313 Pietrozawodska Dywizja Strzelecka, która przeszła szlak bojowy od Karelii do Berlina. Na cześć tej dywizji w 1975 na centralnej alei parku miejskiego wzniesiono obelisk „Karzący miecz”. Jesienią ewakuowano do Iżewska kilka przedsiębiorstw zbrojeniowych, które w czasie wojny wyprodukowały tu 12,5 mln sztuk broni palnej. W czerwcu 1942 w mieście, obok Iżewskich Zakładów Maszynowych (Iżmasz) zorganizowano zbrojeniową Iżewską Fabrykę Mechaniczną. 29 listopada odbyło się uroczyste otwarcie cyrku.
W 1948 w fabryce Iżmasz rozpoczyna się produkcja automatu Kałasznikow AK-47. 12 grudnia 1966 wypuszczono z nowo zbudowanych Iżewskich Zakładach Samochodowych pierwszy iżewski samochód, a w ciągu 4 lat uruchomiono pełne moce produkcyjne zakładu. 11 grudnia 1978 na mocy ukazu Prezydium Rady Najwyższej ZSRR miasto nagrodzone zostało Orderem Rewolucji Październikowej. 27 grudnia 1984 z inicjatywy członków partii komunistycznej Iżewsk przemianowany został na Ustinow, na cześć Dmitrija Ustinowa, twórcy radzieckiego przemysłu rakietowego. 19 czerwca 1987 po licznych protestach mieszkańców, wrócono do historycznej nazwy miasta, a na cześć Ustinowa nazwano jego imieniem jedną z dzielnic.

### Współczesność
24 grudnia 1992 w trakcie 10. Sesji Rady Miejskiej Iżewska przyjęto Statut Stolicy Udmurcji. W celu wprowadzenia w życie przepisów ustawy „O samorządzie lokalnym w Republice Udmurckiej” 3 lutego 1994 powołano do życia Dumę Miejską, składającą się z 30 deputatów. Organem wykonawczym miasta została Administracja na czele z merem. 10 kwietnia 1994 odbyły się pierwsze w historii wybory na stanowisko mera miasta. Został nim Oleksij Sałtykow. 27 maja 1997 przyjęto herb miasta, a 3 lipca – Statut Iżewska. 21 kwietnia 2000 ustanowiona została flaga Iżewska.
We wrześniu 2003 nastąpiło otwarcie Cyrku Państwowego, którego pierwszymi odwiedzającymi stali się pierwszoklasiści z terenu całej republiki. W 2004 Iżewsk otrzymał tytuł „Kulturalnej Stolicy Powołża 2004”. 5 sierpnia 2007 patriarcha Aleksy II poświęcił odbudowany Sobór Św. Michała. W 2008 w mieście odbyły się uroczystości z okazji 450-lecia przyłączenia Udmurcji do Rosji.
W dniu 26 września 2022 roku w szkole średniej nr 88 w Iżewsku doszło do krwawej masakry, podczas której 34-letni mieszkaniec miasta Artem Kazancew (były uczeń szkoły) zastrzelił 18 osób i ranił 23 inne, po czym popełnił samobójstwo.

## Geografia
Iżewsk położony jest w europejskiej części Federacji Rosyjskiej, we wschodniej części Równiny Wschodnioeuropejskiej pomiędzy Wołgą i Uralem, w międzyrzeczu Kamy i Wiatki. Wśród form ukształtowania terenu przeważają równiny i wzgórza. Maksymalna wysokość terenu wynosi 208 m n.p.m. Miasto położone jest w stosunkowo niewielkich odległościach od wielkich centrów przemysłowych Uralu. Połączenia komunikacyjne z miastem są bardzo dobrze rozwinięte, znajduje się tu węzeł kolejowy, nowoczesne lotnisko, magistrale samochodowe. 40 km na południe od miasta znajduje się duży port rzeczny Sarapuł, posiadający połączenie z Morzem Bałtyckim oraz Czarnym.

### Odległości między Iżewskiem a najbliższymi wielkimi miastami
- Moskwa – 1130 km
- Warszawa - 2490 km
- Saratów – 1011 km
- Sarańsk – 825 km
- Niżny Nowogród – 789 km
- Orenburg – 772 km
- Uljanowsk – 599 km
- Czeboksary – 561 km
- Samara – 559 km
- Joszkar-Oła – 534 km
- Kirow – 393 km
- Kazań – 389 km
- Ufa – 341 km
- Perm – 275 km

Miasto położone jest na obu brzegach niespławnej rzeki Iż (stąd też nazwa miasta), 40 km od miejsca, gdzie wpada ona do Kamy (basen Wołgi). W granicach miasta do rzeki Iż wpada również kilka drobnych cieków wodnych: lewe dopływy Pazelinka (wpadająca do Stawu Iżewskiego), Pozym oraz prawe dopływy Liuk i Pirogowka. Na północnych krańcach miasta na rzece Iż znajduje się sztuczny Staw Iżewski, wykorzystywany w celu zaopatrzenia miasta w wodę oraz rekreacyjnym.
Staw Iżewski położony jest na wysokości 89 m n.p.m. W południowej jego części, opierającej się o obszar centralnej części miasta, zbudowana została przystań, której brzegów chronią specjalne tamy.
Powierzchnia całkowita miasta wynosi 315,6 km², z czego 9,1 km² zajmują lasy, 6,3 km²- użytki rolne, 2,1 km²- obiekty wodne, 2,0 km²- drogi, 1,7 km²- tereny zieleni. Od północy, a miejscami także od wschodu miasto otulają lasy brzozowo-lipowe, wykorzystywane w celach rekreacyjnych. Powstało tu wiele różnorodnych obiektów zdrowotnych, sanatoryjnych, rekreacyjnych, kolonijnych. W samym mieście znajduje się wiele terenów zieleni, z których mieszkańcy korzystają w celach rekreacyjnych. Największą popularnością cieszy się Park im. Kirowa.

### Klimat
- Średnia roczna temperatura powietrza: +2,7 °C
- Średnia roczna prędkość wiatru: 3,7 m/s
- Średnia roczna wilgotność powietrza: 76%

| Miesiąc                                  | Sty   | Lut   | Mar  | Kwi  | Maj   | Cze   | Lip   | Sie   | Wrz   | Paź  | Lis  | Gru   | Roczna |
| ---------------------------------------- | ----- | ----- | ---- | ---- | ----- | ----- | ----- | ----- | ----- | ---- | ---- | ----- | ------ |
| Średnie temperatury w dzień [°C]         | -9,9  | -8,1  | -1,0 | +8,7 | +18,2 | +23,3 | +24,6 | +21,4 | +14,6 | +5,8 | -2,8 | -7,2  | +7,4   |
| Średnie temperatury w nocy [°C]          | -17,3 | -15,9 | -9,6 | -0,5 | +5,8  | +11,3 | +13,3 | +10,8 | +5,9  | -0,4 | -8,3 | -13,7 | −1,5   |
| Opady [mm]                               | 31    | 22    | 18   | 30   | 39    | 60    | 59    | 64    | 57    | 50   | 40   | 31    | 501    |
| Źródło: Погода і клімат {{{accessdate}}} |       |       |      |      |       |       |       |       |       |      |      |       |        |

## Podział administracyjny
Praktycznie od momentu założenia Iżewsk podzielony był na dwie rozdzielone rzeką Iż części. Część prawobrzeżna określana była jako Zarieka, a lewobrzeżna – Gora. W 1867 roku ówczesną osadę podzielono na dwie wołosti o nazwach Iżewsko-Nagornaja oraz Iżewsko-Zariecznaja. Każda z nich miała status odrębnej wsi. Rady wołoskie podporządkowane były Sarapulskiemu Zarządowi Ziemskiemu, jednakże funkcje administracyjne pozostawały w kompetencjach kierownictwa fabrycznego.
W 1918 Iżewsk stał się jednolitym miastem. 2 marca 1934 utworzono w jego obrębie 3 rejony miejskie: oktiabrskij, nagowicyńskij i pastuchowskij. W 1937 rejony zostały przemianowane, a ich granice zmienione. Od tego czasu miasto podzielone było na rejony: azińskij, żdanowskij i pastuchowskij. W 1945 roku wprowadzono nowy podział na jedynie dwa duże rejony: pierwomajskij i oktiabrskij, jednak w 1952 roku został on zniesiony i przywrócono poprzedni podział administracyjny miasta.

Podział administracyjny Iżewska

W 1960 wszystkie rejony miejskie zostały zlikwidowane, lecz w 1962 na mocy ukazu Prezydium Rady Najwyższej RFSRR odtworzono je pod nazwami: leninskij, oktiabrskij oraz pierwomajskij. W lutym 1963 z granic rejonu oktiabrskiego został wyodrębniony nowy- Industrialnyj. 13 czerwca 1987 na mocy postanowienia Prezydium Rady Najwyższej Udmurckiej ASRR z granic rejonu Industrialnego został wydzielony rejon ustinowski.
| Rejony miasta          | Liczba ludności | Liczba ludności |
| Rejony miasta          | 2002            | 2009            |
| ---------------------- | --------------- | --------------- |
| 1. rejon leniński      | 115 222         | 110 094         |
| 2. rejon oktiabrski    | 142 994         | 137 734         |
| 3. rejon industrialnyj | 110 174         | 104 410         |
| 4. rejon ustinowskij   | 136 944         | 134 178         |
| 5. rejon pierwomajskij | 126 806         | 124 627         |

## Ludność
Liczba ludności miasta wzrastała niemalże stale na przestrzeni jego historii.  Pierwszymi osadnikami byli chłopi i majstrowie hrabiego Szuwałowa, sprowadzeni z Ziemi permskiej z zadaniem budowy Huty. Początkowo było ich niewielu, ale w ciągu kolejnych 10 lat wraz z rozwojem fabryki liczba ludności wzrosła dziesięciokrotnie. W końcu XVIII wieku, po zniszczeniu zakładu przez powstańców na czele z Pugaczowem, liczba ludności spadła, lecz straty te zostały odrobione podczas budowy w końcu XVIII wieku nowej fabryki zbrojeniowej. W ciągu niecałych pięćdziesięciu lat liczba ludności wzrosła czterokrotnie. W 1897 roku wynosiła 41 tysięcy osób. W latach niepokojów rewolucyjnych mieszkańców ubyło. Od ustanowienia władzy radzieckiej panowała tendencja wzrostowa dynamiki przyrostu liczby ludności. W momencie nadania osadzie statusu miasta, czyli w 1918, liczba ludności wynosiła nieco ponad 40 tysięcy osób. W połowie lat 30. XX w. mieszkańców było już ponad 100 tysięcy. W okresie II wojny światowej miasto nie zaznało drastycznych strat ludnościowych, ponieważ znajdowało się daleko od linii frontu. Na początku lat 60. liczba ludności przekroczyła 300 tysięcy, a w 1974 miasto zamieszkiwało 500 tysięcy osób. Najwięcej mieszkańców miasto miało w 1994 (ponad 650 tysięcy).
Od powstania Iżewska skład narodowościowy mieszkańców był zróżnicowany. Również w XXI w. wyróżnia się pod tym względem wśród wielkich miast Rosji. Wśród zamieszkujących miasto obecni są przedstawiciele ponad 100 narodowości. Choć miasto jest stolicą Udmurcji, to Udmurci stanowią jedynie około 1/3 jego mieszkańców. Ponad połowę mieszkańców stanowią Rosjanie, trzecią liczebnie grupą narodową są Tatarzy, którzy stanowią prawie 1/10 mieszkańców miasta. Wśród innych znaczących grup narodowych zamieszkujących miasto wyróżnić można: Ukraińców, Białorusinów, Maryjczyków, Baszkirów, Czuwaszów, Żydów, Azerów, Uzbeków, Mordwinów, Niemców, Mołdawian, Kazachów, Ormian, Gruzinów, Kirgizów, Turkmenów, Komi, Tadżyków, Polaków.
Dynamika zmian udziału głównych narodów w składzie ludności Iżewska (w %):
| Narodowość | 1926 | 1939 | 1959 | 1970 | 1979 | 1989 | 2002 |
| ---------- | ---- | ---- | ---- | ---- | ---- | ---- | ---- |
| Rosjanie   | 90,0 | 79,4 | 75,1 | 72,3 | 70,4 | 69,4 | 58,9 |
| Udmurci    | 2,3  | 12,1 | 12,8 | 14,5 | 16,6 | 17,2 | 30,0 |
| Tatarzy    | 5,6  | 7,3  | 9,9  | 9,9  | 9,6  | 9,6  | 9,6  |
| inni       | 2,1  | 1,2  | 2,2  | 3,3  | 3,4  | 3,8  | 2,5  |
| Razem      | 100  | 100  | 100  | 100  | 100  | 100  | 100  |

## Gospodarka
Iżewsk jest znaczącym ośrodkiem gospodarczym nie tylko w skali Udmurcji, ale też całego regionu. Głównymi gałęziami przemysłu miasta są metalurgia oraz przemysł maszynowy i zbrojeniowy. Iżewsk jest znany z wyrobu wysokiej jakości stali, wykorzystywanej zarówno przez miejscowe przedsiębiorstwa, jak i przeznaczanej na eksport. Duże znaczenie posiada zwłaszcza produkcja środków transportu (montownie samochodów osobowych), narzędzi stolarskich oraz wyrób broni i uzbrojenia wojskowego (słynne na całym świecie AK-47). Oprócz tego rozwinięty jest przemysł lekki, spożywczy i drzewny oraz produkcja materiałów budowlanych.
Główne przedsiębiorstwa:
- OAO Iżewskij Maszynostroitielnyj Zawod (Iżmasz) – Iżewskie Zakłady Budowy Maszyn
- FGUP Iżewskij Miechaniczeskij Zawod (Bajkał) – Iżewskie Zakłady Mechaniczne
- OAO IżAwto
- OAO Iżewskij Motozawod „Aksion-Holding”[15]
- IżStal
- OAO Iżnieftmasz
- OAO Iżewskij Radiozawod

## Transport
Przez miasto poprowadzono 12 linii tramwajowych, 8 trolejbusowych oraz 33 autobusowe. Najbardziej znaczącymi przewoźnikami są MUP „Iżgorelektrotrans” oraz OAO IPOPAT. Działa także kilka prywatnych przedsiębiorstw zajmujących się transportem autobusowym oraz przewozem marszrutkami. Funkcjonuje około 30 korporacji taksówkarskich.
Iżewsk posiada połączenia autobusowe, kolejowe oraz lotnicze ze swoim miastami satelickimi oraz innymi miastami zarówno Udmurcji, jak i całej Rosji.
W okresie letnim na Zalewie Iżewskim funkcjonują tramwaje wodne.

## Życie społeczne miasta

### Religia

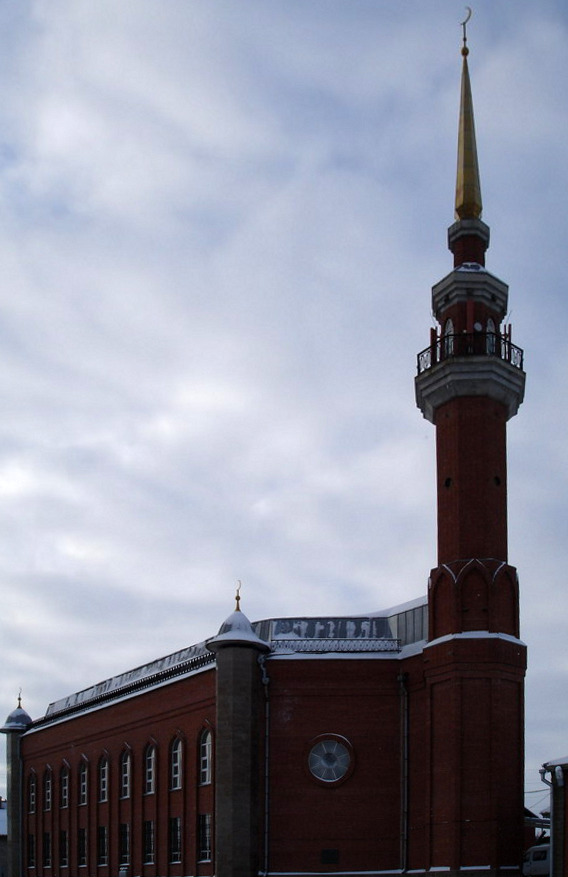
Meczet w Iżewsku

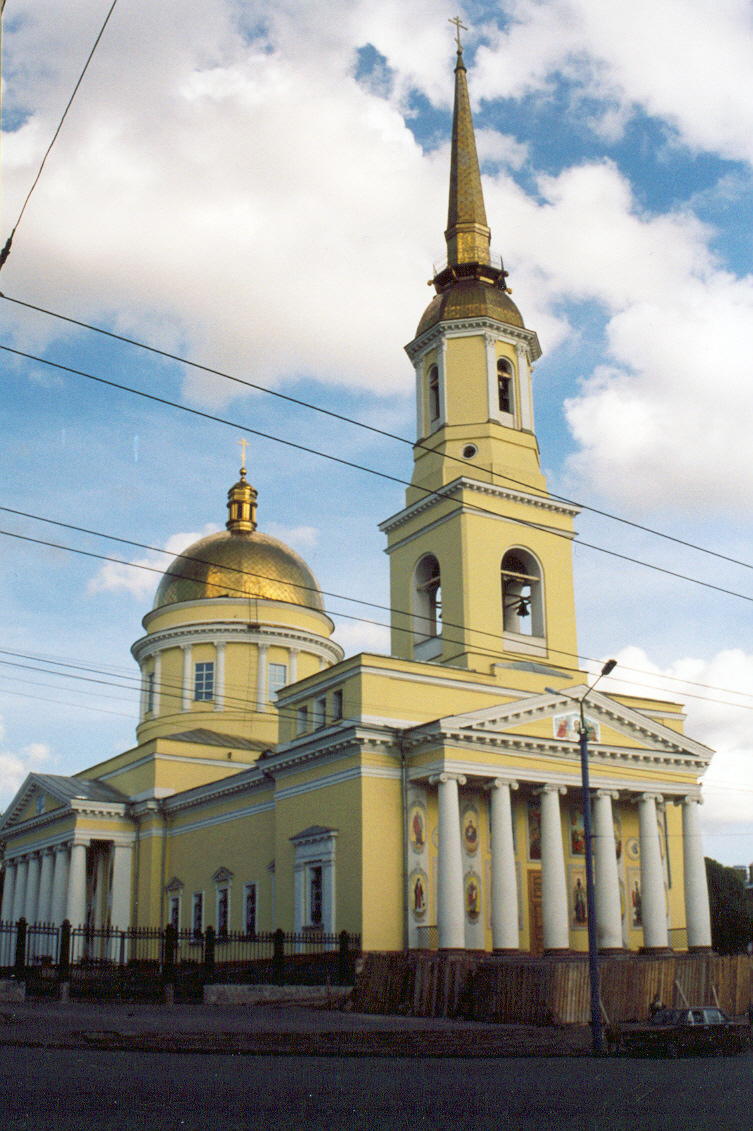
Sobór Aleksandra Newskiego

W mieście działa wiele ugrupowań religijnych. Największe z nich stanowi Rosyjska Cerkiew Prawosławna. Pierwsza cerkiew w Iżewsku, zbudowana w 1765 roku, nosiła wezwanie proroka Eliasza. W latach 30. większość działających w mieście cerkwi parafii zostało zamkniętych, cerkiewne budynki zaś zburzone lub przebudowane. Odrodzenie prawosławnej społeczności miasta następuje w latach 90. Cerkwi zwrócony został sobór św. Aleksandra Newskiego. Obok odbudowy istniejących niegdyś świątyń rozpoczęła się budowa nowych cerkwi. Obecnie prawosławne parafie miasta wchodzą w skład dekanatu iżewskiego eparchii iżewskiej, części metropolii udmurckiej, której zwierzchnik rezyduje w Iżewsku.
Jeszcze przed rewolucją w Iżewsku istniała społeczność tatarska. W 1856 roku ówczesna fabryka zbrojeniowa wydzieliła środki na budowę dla niej meczetu. Kolejny meczet wznieśli sami wierni w 1916 roku. Oba meczety została zniszczone w latach 30. Obecnie w mieście istnieją trzy meczety, w tym główny meczet Udmurcji.
Oprócz tego w Iżewsku istnieją parafie i zrzeszenia innych organizacji religijnych – Świadków Jehowy, Kościoła Jezusa Chrystusa Świętych w Dniach Ostatnich, wyznawców Kryszny, luteran i inne.
Najważniejsze świątynie Iżewska:
- sobór św. Aleksandra Newskiego[19]
- sobór św. Michała Archanioła[20]
- sobór Zaśnięcia Matki Bożej[21]
- cerkiew św. Dymitra Dońskiego[22]
- Cerkiew Opieki Matki Bożej (staroobrzędowa)[23]
- Cerkiew Świętych Nowomęczenników i Wyznawców Rosyjskich[24]
- Sobór Świętej Trójcy[25]
- Cerkiew Świętych Męczenników Carskich[26]
- Cerkiew Podwyższenia Krzyża Pańskiego[27]
- Cerkiew Kazańskiej Ikony Matki Bożej[28]
- Cerkiew św. Bazylego Wielkiego[29]

### Edukacja
Iżewsk jest znaczącym centrum kulturalno-oswiatowym zarówno Udmurcji, jak i całej Rosji. Oświata w mieście stoi na wysokim poziomie, posiadając jednocześnie potencjał dalszego rozwoju. Na początku roku szkolnego 2008/2009 w Iżewsku funkcjonowało 129 placówek udostępniających możliwość uzyskania wykształcenia średniego i wyższego (w tym 10 państwowych i 5 niepaństwowych uniwersytetów).
Wśród placówek oświaty największe znaczenie posiadają:
- Udmurcki Uniwersytet Państwowy
- Udmurcki Republikański Instytut Projektowania
- Iżewski Państwowy Uniwersytet Techniczny
- Iżewska Państwowa Akademia Rolnicza
- Iżewska Państwowa Akademia Medyczna
- Kamski Instytut Technologii Inżynieryjnych i Humanistycznych
- Instytut Obrony Cywilnej i Bezpieczeństwa Przeciwpożarowego Republiki Udmurckiej
- Iżewskie Technikum Przemysłowe
- Wyższy Humanistyczno-Inżynierski Koledż „Aeromiech”
- Iżewskie Technikum Montażowe
- Iżewski Koledż Przemysłowo-Ekonomiczny
- Iżewskie Technikum Handlowo-Ekonomiczne
- Udmurcki Republikański Koledż Społeczno-Pedagogiczny
- Iżewskie Technikum Transportu Kolejowego
- Iżewski Koledż Medyczny

Oprócz tego w mieście funkcjonują filie innych rosyjskich uniwersytetów, zwłaszcza moskiewskich.

### Kultura
Za rozwój kultury w Iżewsku odpowiedzialny jest Zarząd ds. Kultury i Turystyki, powołany w celu zachowania i rozwoju potencjału kulturalnego miasta, z uwzględnieniem tradycji kulturowych narodu udmurckiego. W mieście organizowane są stojące na wysokim poziomie warsztaty kulturalne oraz tworzone są warunki dla zaspokojenia potrzeb kulturalnych mieszkańców.
Teatry:
- Państwowy Narodowy Teatr Republiki Udmurckiej
- Państwowy Teatr Lalek Republiki Udmurckiej
- Państwowy Teatr Operowy i Baletowy Republiki Udmurckiej
- Państwowy Rosyjski Teatr Dramatyczny im. Władimira Korolienki
- Filharmonia Państwowa Republiki Udmurckiej.
- Państwowy Cyrk Udmurcji
- Teatr „Młody człowiek”

Muzea:
- Muzeum Państwowe Republiki Udmurckiej im. Kuzebaja Gerda
- Muzeum M.T. Kalasznikowa
- Udmurckie Republikańskie Muzeum Sztuk Plastycznych
- Dom-muzeum Giennadija Krasilnikowa
- Muzeum Iżewskich Zakładów Budowy Maszyn
- Centrum Wystawowe „Galierieja”
- Galeria „Tworczeskaja Dacza”

Instytucje kulturalne:
- Pałace kultury: Aksion, Wostocznyj, Żelieznodorożnikow, Integrał, Metalurg, Mir, Stroitiel
- Dom Przyjaźni Narodów (były Pałac Kultury Oktiabr)
- Dom Młodzieży
- Pałac Twórczości Dziecięcej i Młodzieżowej

Pałac Lodowy Iżstal

- Pałac Lodowy Iżstal

Kino:
- Awrora
- Drużba
- Iżewskij Kinokłub
- Iżstal
- Rossija
- Roliks
- Very Nelly
- Kinomaks
- Cinema Park
- Imperia

### Sport i rekreacja
Iżewsk uważany jest za centrum sportowe regionu Uralu i Powołża. Mieszkańcy miasta mają możliwość uprawiania 64 dyscyplin sportowych, ponad 84 tysiące osób regularnie uprawia jakiś sport. Ze względu na rozwiniętą infrastrukturę sportową, wiele rosyjskich federacji sportowych wybiera Iżewsk jako miasto- gospodarza różnych mistrzostw. W ciągu roku w Iżewsku odbywa się ponad 600 wydarzeń sportowych różnej rangi: rejonowych, miejskich, republikańskich, ogólnorosyjskich, a nawet międzynarodowych. Najbardziej znane zawody to „Iżewski karabin”, będące turniejem kwalifikacyjnym reprezentacji Rosji w biathlonie.
Z Iżewska pochodzi wielu sportowców światowego poziomu. Szczególnie znani są iżewscy biatloniści, którzy występują w różnych międzynarodowych konkursach. Swój wysoki poziom zawdzięczają oni również wytwarzanym w rodzinnym mieście znakomitym karabinkom. Miasto ma również swoje drużyny piłkarskie (Sojuz-Gazprom Iżewsk oraz FK Iżewsk), a także hokejową (Iżstal Iżewsk).
Miejskie tereny rekreacyjne:
- Letni park im. Gorkiego
- Park im. Kirowa
- Iżewski Ogród Zoologiczny
- Park Kosmonautów
- Bieriozowaja Roszcza

## Środki przekazu
Lokalne media są w Iżewsku dobrze rozwinięte. Wśród wydawanych tu tytułów prasowych są pisma: „Centr”, „Udmurtskaja Prawda”, „Izwiestija Udmurtskoj Respubliki” (najstarsza udmurcka gazeta, której pierwszy numer ukazał się w 1917 roku), Dień, a także „Udmurt dunne” w języku udmurckim i wydawane przez mniejszość tatarską pismo „Janarysz”. Wśród miejscowych kanałów telewizyjnych popularne są REN-TW Iżewsk, Rossija, STS-Iżewsk. Do Iżewska dociera też sygnał innych popularnych rosyjskich kanałów telewizyjnych oraz stacji radiowych.
Telefonia
Do operatorów telefonii stacjonarnej obsługujących miasto należą WAT „WołgaTelekom”, „Mark-ITT”, „IżKript”, „Iżswiazinwest” i inni. Telefonię komórkową zapewniają tacy operatorzy, jak: „Megafon”, „MTS”, „Beeline”, „TELE2” oraz „Skylink”.

## Galeria

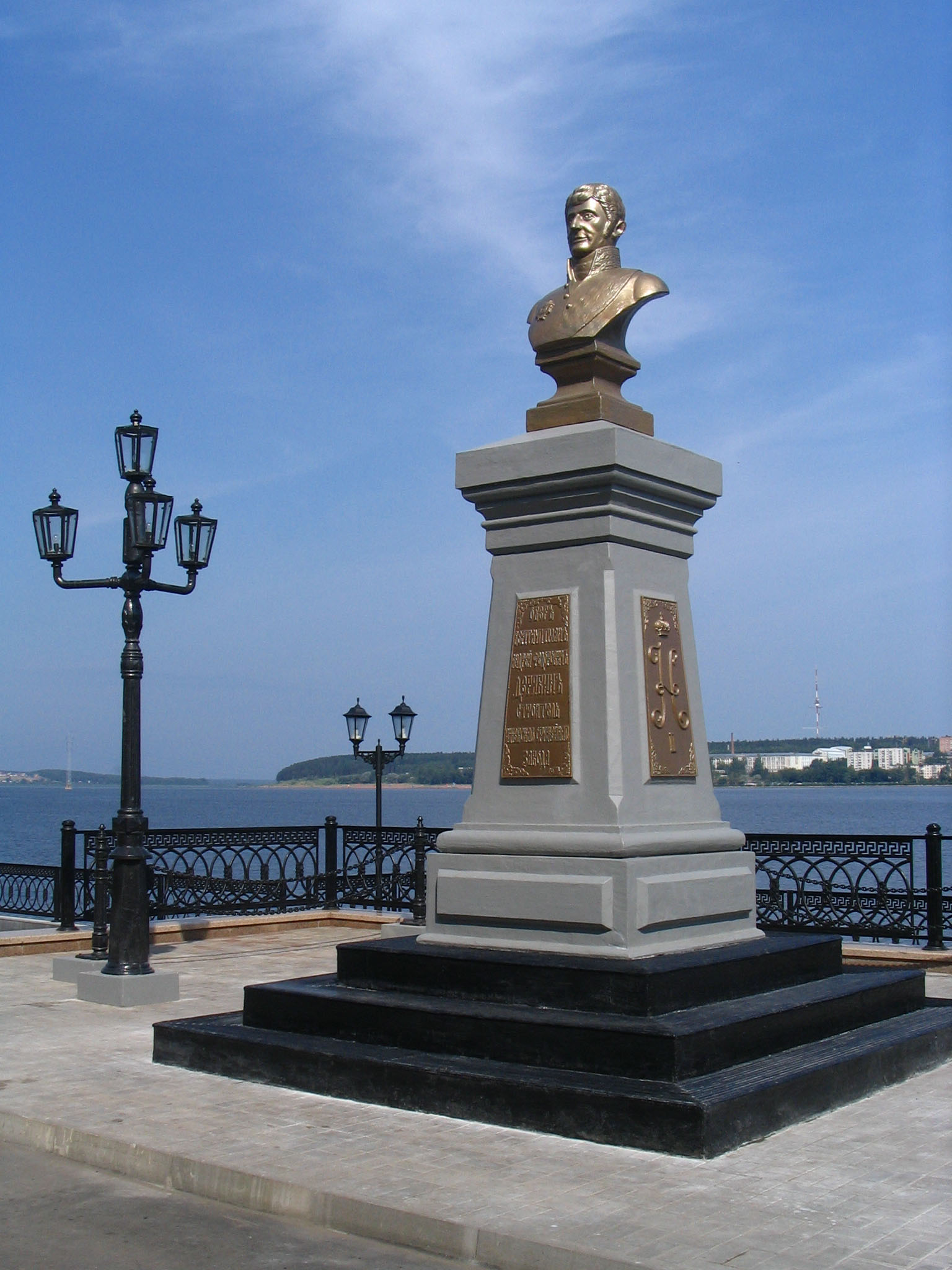
Pomnik Deriabina
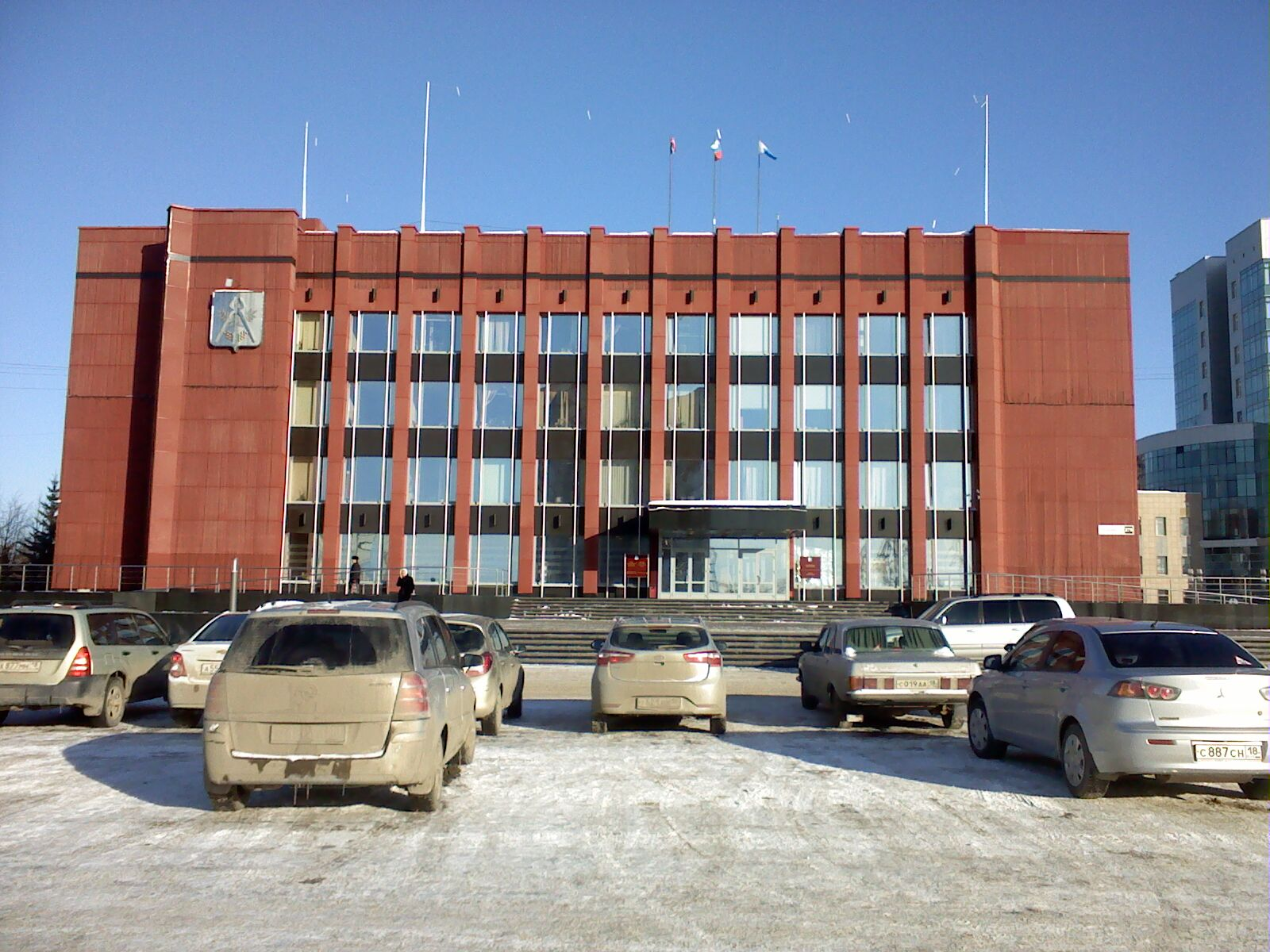
Administratura Iżewska
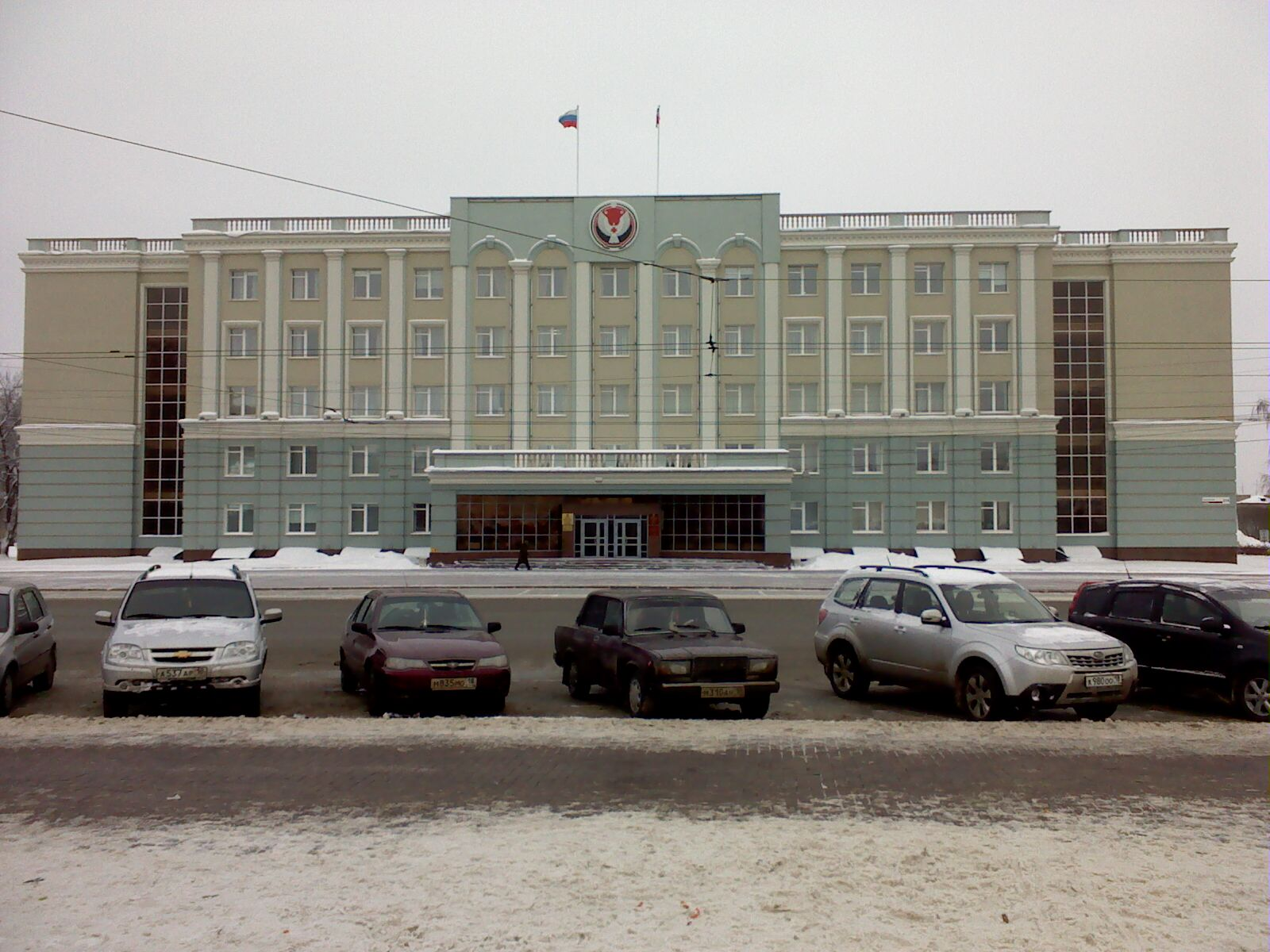
Dom przedstawicielstwa republiki
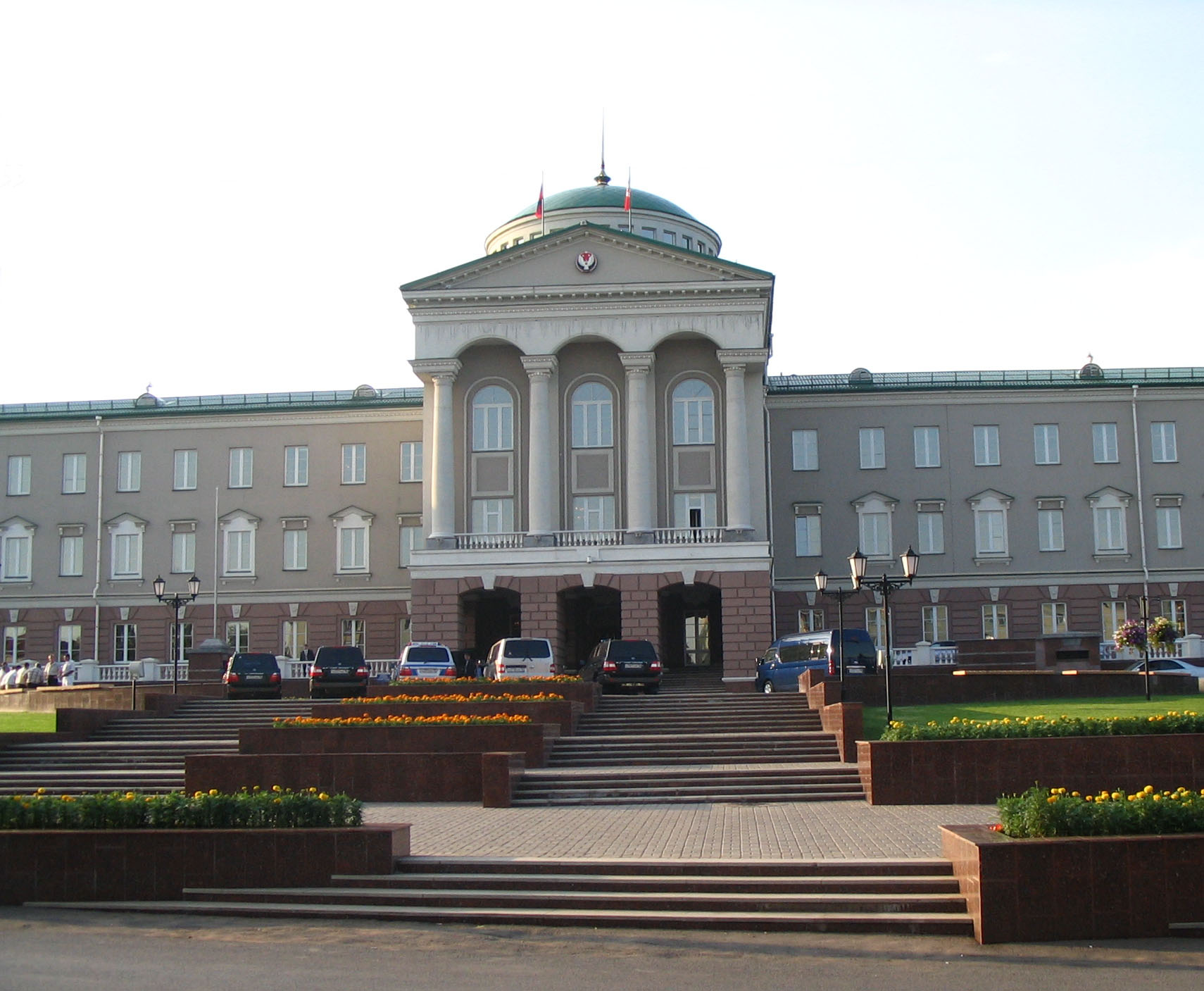
Rezydencja prezydencka
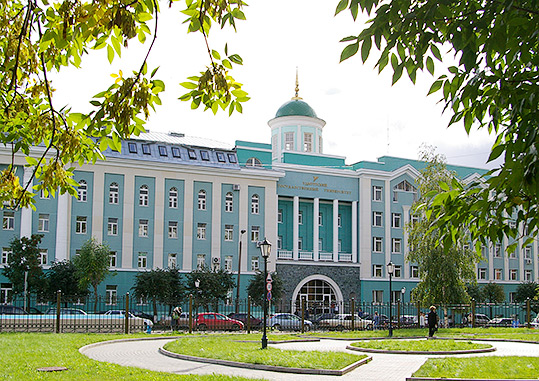
Uniwersytet Udmurcki
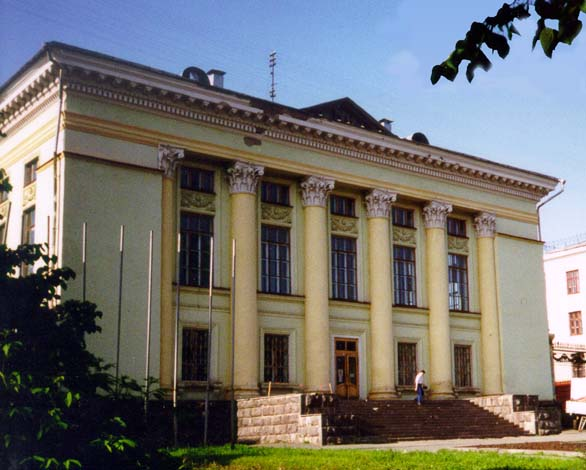
Biblioteka miejska
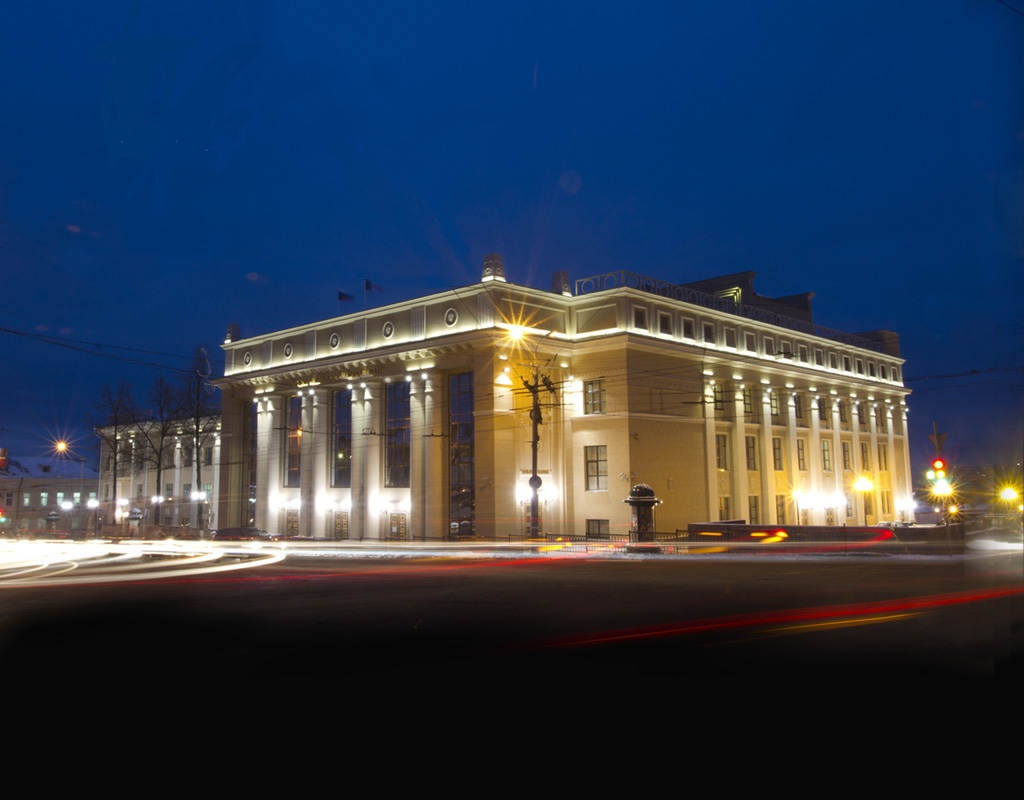
Teatr miejski
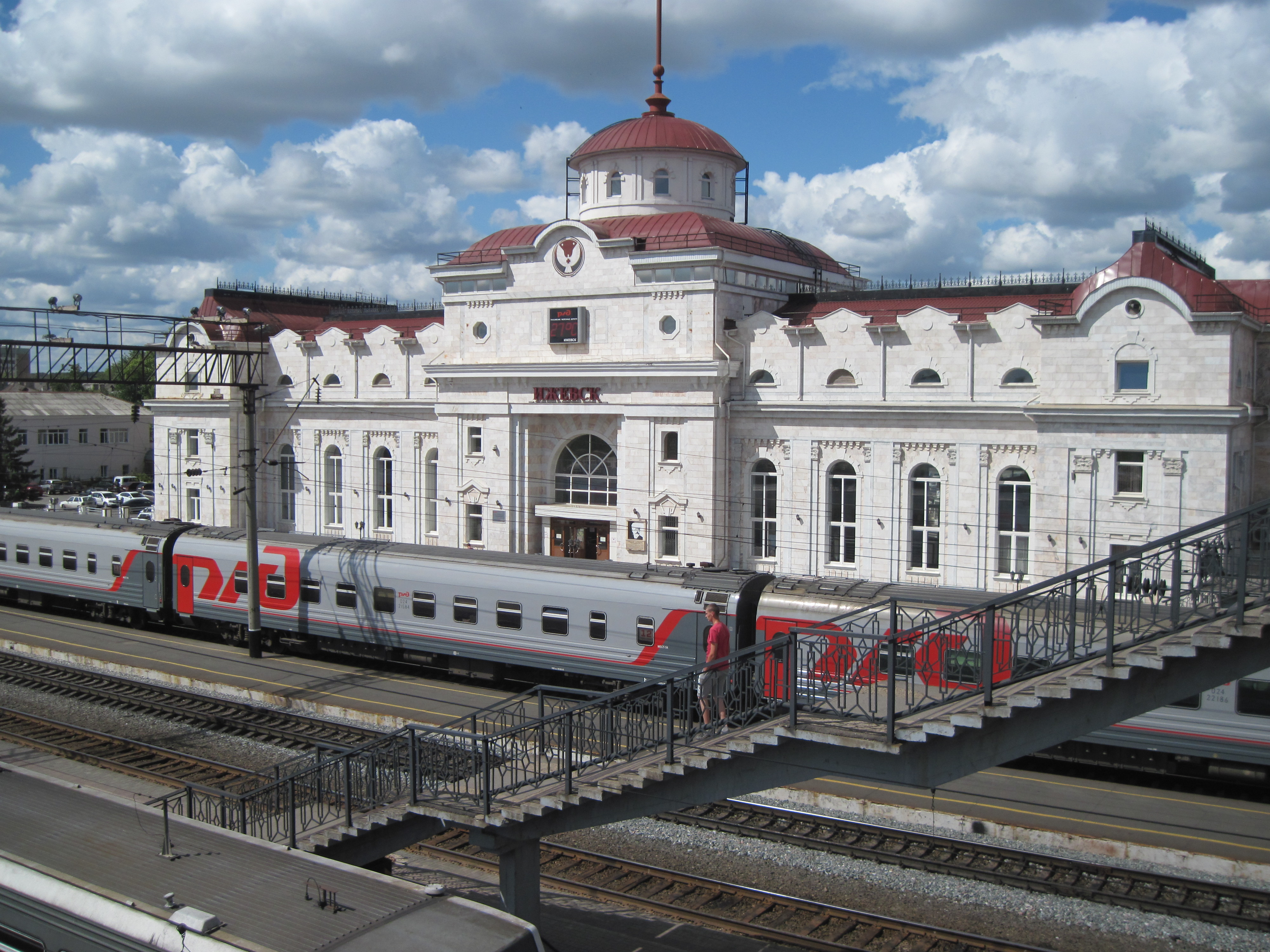
Stacja kolejowa
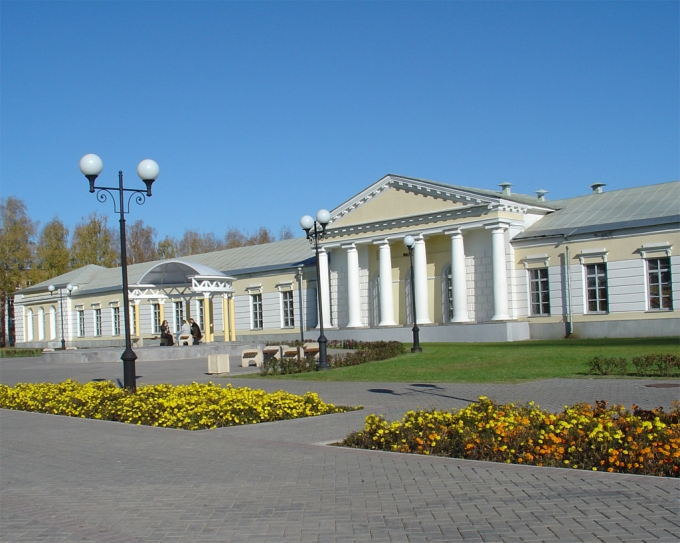
Muzeum Arsenału im. Kuzebaja Gerda
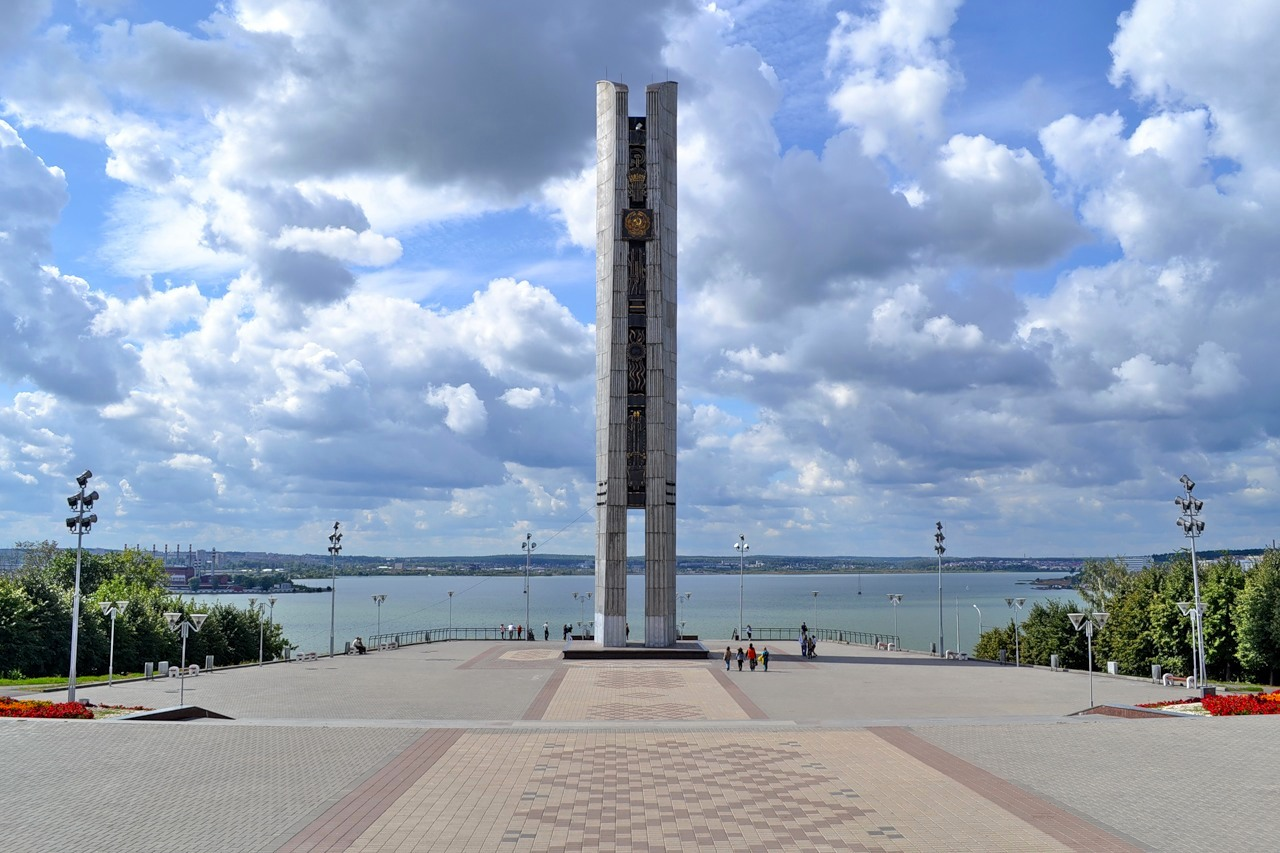
Monument

## Miasta partnerskie
- Córdoba, Argentyna (od 13 czerwca 2006)
- Tatabánya, Węgry (od 10 grudnia 1992)
- Lusaka, Zambia (od 14 lipca 1995)
- Jamboł, Bułgaria (od 28 grudnia 1999)
- Xining, Chińska Republika Ludowa
- Maracay, Wenezuela (od 25 lipca 2006)